# Bennie G. Adkins
Bennie Gene Adkins (Waurika, 1 de febrero de 1934 - Opelika, 17 de abril de 2020) fue un soldado del Ejército de los Estados Unidos y recibió la condecoración más alta del ejército estadounidense, la Medalla de Honor, por sus acciones durante la Guerra de Vietnam. En marzo de 1966, Adkins se distinguió durante una batalla de combate cuerpo a cuerpo de 38 horas contra las fuerzas del ejército norvietnamita durante la Batalla de A Shau. En el momento de la acción citada, Adkins era un sargento de primera clase que servía como sargento de inteligencia con destacamento A-102, quinto grupo de fuerzas especiales, primeras fuerzas especiales.

## Biografía
Adkins nació en Waurika, Oklahoma y fue reclutado en 1956. Fue asignado a una unidad de guarnición en Alemania, con una asignación de seguimiento a la 2.ª División de Infantería, Fort Benning, Georgia. Después de asistir a la Escuela Aerotransportada, se ofreció como voluntario para las Fuerzas Especiales en 1961, sirviendo con las Fuerzas Especiales durante más de 13 años con los 7.º, 3.er, 6.º y 5.º Grupos de Fuerzas Especiales (Aerotransportados). Durante ese tiempo se desplegó en la República de Vietnam tres veces entre 1963 y 1971. En abril de 1967, Adkins recibió la Cruz de Servicio Distinguido por sus acciones con el Destacamento A-102 durante su segunda gira en Vietnam. Después de Vietnam, Adkins fue asignado a Fort Huachuca. Graduándose en la tercera clase de la Academia Sargento Mayor, Adkins finalmente se retiró del ejército en 1978. Antes de retirarse, como sargento mayor regresó a las Fuerzas Especiales en Fort Bragg, luego fue a Fort Sherman y dirigió el entrenamiento en su Centro de Entrenamiento de Operaciones de la Selva. Después del Ejército, Adkins obtuvo una licenciatura y dos maestrías de la Troy State University. Además, dirigió su propia empresa de contabilidad y enseñó clases en Southern Union Junior College y Auburn University. El 12 de mayo de 2017, el canciller de la Universidad de Troy, el Dr. Jack Hawkins, Jr. le otorgó a Adkins un doctorado honorario de leyes. 
En marzo de 2020, Adkins fue hospitalizado con COVID-19, ingresó en la unidad de cuidados intensivos y se le colocó un ventilador después de experimentar insuficiencia respiratoria. Murió el 17 de abril de 2020 por complicaciones del virus, a la edad de 86 años.

### Medalla de honor que otorga

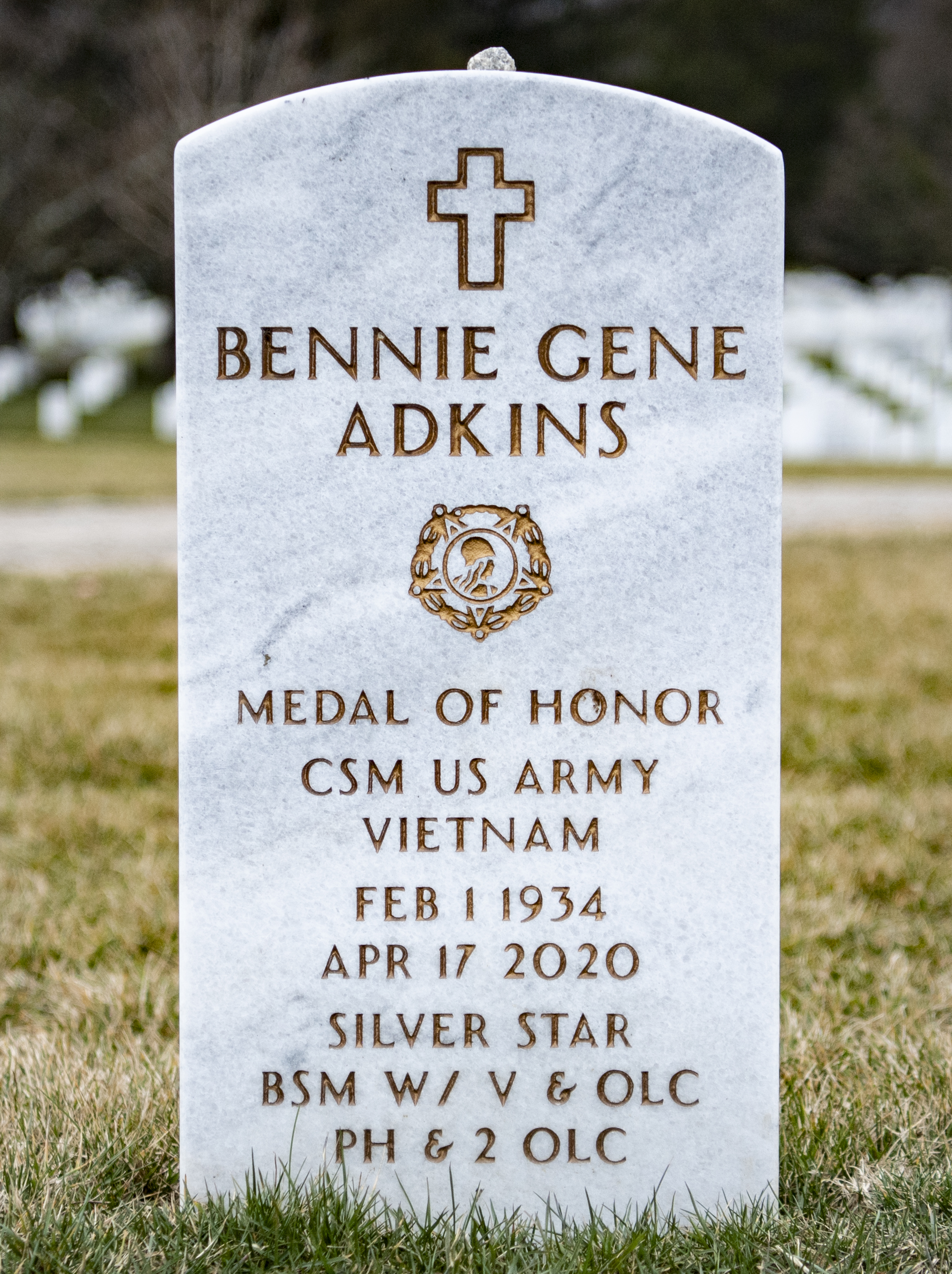

A partir de 2002, el Ejército de los EE. UU. Revisó a los 6.500 destinatarios de la Cruz de Servicio Distinguido para ver si alguno de los destinatarios se había modificado; esto llevó a dos docenas de mejoras de medallas en marzo de 2014. En 2013, como parte de la Ley de Autorización de Defensa Nacional para el año fiscal 2014, el Comité del Servicio Armado del Senado aprobó una disposición que elimina el límite de tiempo para Donald P. Sloat y Adkins. El 15 de septiembre de 2014, el presidente Obama otorgó la Medalla de Honor a Adkins como una actualización de su Cruz de Servicio Distinguido de 1967. Durante esa misma ceremonia, la Medalla de Honor fue otorgada póstumamente al oficial del ejército de Sloat y de la guerra civil estadounidense, Alonzo Cushing. Adkins también fue incluido en el Salón de los Héroes del Pentágono.